# Monte Rotondo
El mont Rotondo (Monte Ritondu en cors), amb una alçada de 2.622 m, és el segon cim més alt de Còrsega darrera el mont Cinto (2.706 m) i el més alt del massís del Rotondo. Es troba al sud del mont Cinto i de la Paglia Orba (2.525 m), i al nord del mont d'Oro (2.389 m).
La ruta clàssica (1.632 m de desnivell) comença a l'aparcament del Pont de Timozzo a la vall de Restonica, a pocs quilòmetres de Corte. L'ascensió transcorre per la vall del riu Timozzo passant per les bergeries de Timozzo (1.513 m) i l'espectacular Lac d'Oriente (2.061 m) abans d'enfilar els forts pendents rocallosos que conduiran a la cresta prèvia al cim. Fins al llac d'Oriente es tarda poc més d'unes 3 h (1.050 m de desnivell) i l'ascensió és relativament fàcil, tot i que llarga i dura. La dificultat augmenta notamblement els darrers 600 m fins al cim.
En aquest mateix massís hi trobem també el Capu a Chiostru (2.295 m), el pic de Lombarduccio (2.261 m), la Punta alle Porta (2.313 m) i la Punta Muzzella (2.425 m) així com nombrosos llacs: Lac de Ninu (1.750 m), Lac de Crenu (1.310 m), Lac de Goria (1.852 m), Lac de Melo (1.710 m), Lac de Capitellu (1.930 m), Lac de Rinosu (2.065 m), Lac de l'Oriente (2.060 m) i Lac du Rotondu (2.050 m)